# كاميلو أيالا
كاميلو أيالا (بالإسبانية: Camilo Ayala)‏ هو لاعب كرة قدم كولومبي في مركز الوسط، ولد في 23 يونيو 1986 في ميديلين في كولومبيا. لعب مع أتليتيكو هويلا وأمريكا دي كالي وديبورتيفو كالي.

## وصلات خارجية
- كاميلو أيالا على موقع قاعدة بيانات كرة القدم.إي يو (الإنجليزية)
- كاميلو أيالا على موقع Soccerway.com (الإنجليزية)
- كاميلو أيالا على موقع AS.com (الإسبانية)